# آق‌اوغلان
آق‌اوغلان (ترکی آذربایجانی: Ağoğlan سابقاً کوسالار Kosalar) یک منطقهٔ مسکونی در جمهوری آرتساخ است که در استان کاشاتاق واقع شده‌است. صومعه تسیتسرناوانک در این ناحیه قرار گرفته‌است.